# ستان شيه
ستان شيه (بالصينية التقليدية:施振榮، ولد في 8 ديسمبر 1944، في تايوان) هو أحد كبار رِجال الأعمال التايوانيين، وبعد أن حصل على درجتي البكالوريوس والماجستير في الهندسة الإلكترونية فقد أسس ستان شيه شركةَ إيسر (التي سميت في الأصل Multitech، ثم غيرت في 1987 إلى قيقب) في عام 1976 بمساعدة من زوجه كارولين ييه (بالإنجليزية: Carolyn Yeh)‏ ومجموعة من خمسة أشخاص. ترأس ستان شيه شركة إيسر حتى تقاعده عام 2004، بعد أن رأى شركته تنمو من شركة صغيرة إلى شركة عالمية كبيرة. بعد تقاعد ستان شيه استمرت فعاليته في المشروعات الخيرية.